# ГЕС Заяндеруд
ГЕС Заяндеруд (також Чадеган, Шах-Аббас) — гідроелектростанція у центральній частині Ірану. Використовує ресурс із річки Заяндеруд, яка протікає через Ісфаган та завершується у безстічній котловині за сто двадцять кілометрів на південний схід від цього міста.
У межах проекту річку перекрили бетонною арковою греблею висотою від тальвегу 88 метрів (від підошви фундаменту – 100 метрів) довжиною 450 метрів то шириною від 6,5 (по гребеню) до 29 (по основі) метрів, яка потребувала 535 тис м3 матеріалу. Вона утворила водосховище з площею поверхні 48 км2, об’ємом 1240 млн м3 (під час повені до 1470 млн м3) та корисним об'ємом 1093 млн м3, що забезпечується коливанням рівня між позначками 2063 та 2095 метрів НРМ.
Пригреблевий машинний зал станції обладнали трьома турбінами типу Френсіс потужністю по 18,4 МВт, які використовують напір у 71,5 метра та забезпечують виробництво 250 млн кВт-год електроенергії на рік.